# Finlandia na Letnich Igrzyskach Olimpijskich 1932
Finlandię na Letnich Igrzyskach Olimpijskich 1932 reprezentowało 40 zawodników, tylko mężczyzn.

## Zdobyte medale
| Medal  | Zawodnik                                                                                   | Dyscyplina    | Konkurencja                               | Rezultat     |
| ------ | ------------------------------------------------------------------------------------------ | ------------- | ----------------------------------------- | ------------ |
| Złoto  | Lauri Lehtinen                                                                             | Lekkoatletyka | Bieg na 5 000 m mężczyzn                  | 14:30,0      |
| Złoto  | Volmari Iso-Hollo                                                                          | Lekkoatletyka | Bieg na 3 000 m z przeszkodami mężczyzn   | 10:22,4      |
| Złoto  | Matti Järvinen                                                                             | Lekkoatletyka | Rzut oszczepem mężczyzn                   | 72,71 m      |
| Złoto  | Väinö Kokkinen                                                                             | Zapasy        | Waga do 79 kg w stylu klasycznym mężczyzn | [ 4 ] [ 5 ]  |
| Złoto  | Hermanni Pihlajamäki                                                                       | Zapasy        | Waga do 61 kg w stylu wolnym mężczyzn     | [ 4 ] [ 6 ]  |
| Srebro | Volmari Iso-Hollo                                                                          | Lekkoatletyka | Bieg na 10 000 m mężczyzn                 | 30:12,6      |
| Srebro | Ville Pörhölä                                                                              | Lekkoatletyka | Rzut młotem mężczyzn                      | 52,27 m      |
| Srebro | Matti Sippala                                                                              | Lekkoatletyka | Rzut oszczepem mężczyzn                   | 69,79 m      |
| Srebro | Akilles Järvinen                                                                           | Lekkoatletyka | Dziesięciobój mężczyzn                    | 6879 pkt     |
| Srebro | Heikki Savolainen                                                                          | Gimnastyka    | Ćwiczenia na drążku mężczyzn              | [ 4 ] [ 8 ]  |
| Srebro | Väinö Kajander                                                                             | Zapasy        | Waga do 72 kg w stylu klasycznym mężczyzn | [ 4 ] [ 5 ]  |
| Srebro | Onni Pellinen                                                                              | Zapasy        | Waga do 87 kg w stylu klasycznym mężczyzn | [ 4 ] [ 5 ]  |
| Srebro | Kyösti Luukko                                                                              | Zapasy        | Waga do 79 kg w stylu wolnym mężczyzn     | [ 4 ] [ 9 ]  |
| Brąz   | Lasse Virtanen                                                                             | Lekkoatletyka | Bieg na 5 000 m mężczyzn                  | 14:44,0      |
| Brąz   | Lasse Virtanen                                                                             | Lekkoatletyka | Bieg na 10 000 m mężczyzn                 | 30:35,0      |
| Brąz   | Armas Toivonen                                                                             | Lekkoatletyka | Maraton mężczyzn                          | 2 h 32:12    |
| Brąz   | Eino Penttilä                                                                              | Lekkoatletyka | Rzut oszczepem mężczyzn                   | 68,69 m      |
| Brąz   | Bruno Ahlberg                                                                              | Boks          | Waga półśrednia mężczyzn                  | [ 4 ] [ 10 ] |
| Brąz   | Heikki Savolainen                                                                          | Gimnastyka    | Wielobój indywidualnie mężczyzn           | 134,575 pkt  |
| Brąz   | Heikki Savolainen                                                                          | Gimnastyka    | Ćwiczenia na poręczach mężczyzn           | 18,27 pkt    |
| Brąz   | Einari Teräsvirta                                                                          | Gimnastyka    | Ćwiczenia na drążku mężczyzn              | 18,07 pkt    |
| Brąz   | Heikki Savolainen Einari Teräsvirta Mauri Nyberg-Noroma Ilmari Pakarinen Martti Uosikkinen | Gimnastyka    | Wielobój drużynowo mężczyzn               | 509,775 pkt  |
| Brąz   | Lauri Koskela                                                                              | Zapasy        | Waga do 61 kg w stylu klasycznym mężczyzn | [ 4 ] [ 13 ] |
| Brąz   | Aatos Jaskari                                                                              | Zapasy        | Waga do 56 kg w stylu wolnym mężczyzn     | [ 4 ] [ 14 ] |
| Brąz   | Eino Aukusti Leino                                                                         | Zapasy        | Waga do 72 kg w stylu wolnym mężczyzn     | [ 4 ] [ 9 ]  |